# Herman Bultos
Herman Bultos (Brussel, 19 augustus 1752 – Hamburg, 30 juni 1801) was een 18de-eeuwse Belgische wijnhandelaar en theaterdirecteur.

## Biografie
Herman Bultos was de jongere broer van de acteur Alexandre Bultos. Van 1783 tot 1787 was hij samen met zijn broer mededirecteur van de Brusselse Koninklijke Muntschouwburg. Van 1787 tot 1791 was hij alleen directeur van de instelling en tussen 1791 en 1793 werd hij hierin bijgestaan door Jean-Pierre-Paul Adam. In 1794 was hij opnieuw de enige directeur van het theater.
Bultos verliet Brussel tijdens de Brabantse Omwenteling die plaatsvond tussen 1787 en 1790. Hij trok samen met een aantal toneelspelers van de Munt naar Hamburg. Daar stichtten zij een Franstalig theater dat draaide tot in 1798. Daarna werd Bultos aangenomen aan het hof van Hendrik van Pruisen, waar hij twee jaar verbleef.